# RING of RED
『RING of RED』（リング・オブ・レッド）は、コナミ（コナミコンピュータエンタテインメントスタジオ）より2000年9月21日に発売されたPlayStation 2用シミュレーションゲーム、ウォー・シミュレーションゲーム。

## 概要
第二次世界大戦を題材としながら、太平洋戦争においてポツダム宣言を受諾せずに本土決戦を継続した日本が北緯38度線を境に南北に分断されたという、実際の史実的資料で本来ありえたかもしれない経緯を基にした架空戦記的な世界観において、歩兵と「AFW（アーマード・ファイティング・ウォーカー）」と呼ばれる歩行式戦車（いわゆるロボット兵器）が入り乱れた日本人同士の内戦が繰り広げられる。
現実には存在しないロボット兵器は登場するものの、作品の雰囲気はシリアスなものとなっている。兵器名称、メニュー表記等は日本語が多く使われている。主人公のヴァイツェッカーをはじめ各パイロットは3つまでの必殺技を習得できる。

## システム
基本的にはシミュレーションRPGとしてはオーソドックスなウェイトターン+スクウェアマップ方式。ユニットの編成単位は主体となるAFWと、それに随伴する歩兵3班を含む部隊が単位となっている。随伴歩兵は1班がAFWに搭乗して主砲の装填や特殊砲弾の使用を、残り2班が地上で対人・対装甲戦闘や特殊攻撃などを担当する。1回の攻撃は敵味方ともにリアルタイムで処理される。互いのロボットを前進または後退させて互いの直線距離を調節し、装填完了を待って射撃姿勢に入り主砲の発射、また地上兵に指示を出して各種行動をさせることができる。白兵距離にまで接近し格闘戦を行なうか、一定距離を後退し戦場離脱するか、どちらかが戦闘不能になる、または90秒が経過すると1回の戦闘行動は終了する。

## グラフィックス
オープニング・ムービーは第二次世界大戦当時の記録映像に3DCGを合成したものである。この中にはアドルフ・ヒトラーとヨシフ・スターリンの肉声付き映像もある。
ただしメインとなる登場人物は挿絵のみで動くことはなく、ムービーも存在しない。必殺技が発動すると、AFWの限界を越えた操縦をするパイロットの姿がクローズアップされる。

## ストーリー
西暦1945年、太平洋戦争は8月15日に終結しなかった。8月6日に広島、8月9日に長崎へ原爆が投下されても日本はポツダム宣言を拒否し戦い続けた。そこへソ連が参戦し、日本は本土決戦を決行。九十九里浜に原爆投下、九州・関東に米軍上陸。北海道・青森にソ連軍上陸。日本はドイツから導入した歩行戦車AFW（Armored Fighting Walker）で絶望的な抵抗戦を試みる。その結果、1946年12月に敗戦、1947年1月、日本は米ソ両軍により分割占領され南北に分断され、北海道はソ連領（ヴァストカヤスク）となる。その後、占領政策の行き違いから、ソ連と連合国側が対立。南北統一が叫ばれる中、1948年6月、ソ連の支配する北日本が日本共和国を名乗り、独立を宣言。1950年、北日本が南日本（日本国）の国境線を越えて開戦の理由すら定かでない「日本戦争」が勃発。二大大国の代理戦争は4年間に渡り日本の国土をさらに荒廃させた。それから10年後の1964年、南日本において南日本軍の新型兵器の実験中、北日本軍の兵士を名乗る者に新型兵器を奪われる。奪還するよう命令を受けた雅美・フォン・ヴァイツェッカー、皆川リョウコ、鬼無里謙一、ジョン・リスゴーの4人は部隊を率いて北日本に潜入する。
この時代、地獄の北日本に比べ裕福である南日本でさえ、とんかつを食べることが出来るのはAFW乗務員だけであった。そして潜入した部隊はソ連の統制下のため食料を得ることが出来ず餓死しないためゲリラ戦に身を投じるカルマと合流し、盛岡収容所の政治犯を解放しようとする。
分断国家の悲哀、父娘の対決、ソ連の頚木から脱しようとする北日本軍のクーデターと激動する流れの中でヴァイとリョウコは戦いの渦に巻き込まれていく。

## 登場人物

### 光菱インダストリー
雅美・フォン・ヴァイツェッカー
通称ヴァイ。ドイツ人とのハーフであるがヴァイ自身は日本で生まれたためドイツという国を知らない。22歳。光菱インダストリーのテストパイロットであり、のちに「シュトライフェン」のリーダーとなる。AFWの操縦に天才的な才能を持っているが、実戦経験がないためリーダーとしては未熟な面が多々見られる。しかし海宝雄への敵愾心や数々の戦場での経験「シュトライフェン」や「カルマ」のメンバーとの絆によってリーダーとして人間として成長していく。
搭乗機は甲脚砲「白虎」、白虎の改造機「百虎」。
幼少期には、日独ハーフという理由で差別を受けた経験があり、そのため日独ハーフの自分自身にコンプレックスを抱いていた。しかし仲間達との共闘によって、自らが日本で育った日本人であるという思いを抱くに至る。
リョウコと共に生死不明となるが、それから数年後、未だ数多くの日本人がソビエトの手で抑留されているシベリアにおいて、収容所を正体不明の武装集団が襲撃して日本人抑留者を解放するという事態が起こり、そこでは百虎と水狐らしきAFWが目撃されている。
皆川リョウコ
大東亜戦争の末期に静岡にて生まれ、父と生き別れ、母とは死別している。19歳。物言いは厳しく、冷淡な印象を与えるがこれは彼女の生い立ちから来てる。光菱インダストリーのテストパイロットであり、のちに「シュトライフェン」に所属する。また部隊を分けたときに分隊のリーダーも務めている。対甲脚と言う言葉に敏感で特に「鬼の対甲脚」と言う言葉に過剰な反応を示す。
搭乗機は甲脚砲「水狐」。
リョウコが生まれて程なく父英臣は軍人として戦場へと行き、消息不明となる。その事と、静岡へのアメリカ軍上陸作戦の影響でリョウコの母は労苦を重ね、英臣を恨みながらリョウコを育てた。
ヴァイと同じく生死不明となるが数年後、ヴァイと共に武装集団を率いてシベリアの日本人抑留者を解放している模様。
クリストフ・シュリンゲン
光菱インダストリーのAFW部門の責任者で南日本政府から全権を任されている。45歳。初めは新型AFWの開発の責任者だったが参号機が強奪されるとそのまま参号機奪還の指揮に当たる。自身は南日本でロドリゲスを通じて無線で交信する。嫌味な人間であるが北日本に「シュトライフェン」を密航させたり、補給物資を送ったりと強い力と権限を持つ。ロドリゲスとは第二次世界大戦からの部下と上司の関係。
表向きは南日本軍のAFW技術顧問として、南日本に最新鋭のAFW技術を提供していたシュリンゲンであるが、その影では秘密裏に北日本に対してもAFW技術を提供していた。
函館の激戦によって亡命の窓口であったセルゲイが戦死したため、シュリンゲンの亡命ルートは失われてしまい、鬼無里の推測ではその後南日本もしくはアメリカの手で極秘裏に葬り去られたとされる。
ロドリゲス
シュリンゲンの部下として現場で指示をする。40歳。またヴァイの教官でもあったため、ヴァイに戦場での知識を教育した。第二次世界大戦時にはドイツ軍の優秀なAFWパイロットだったが、左目と左足を失う戦傷によってパイロット生命を絶たれ、その後戦犯として祖国ドイツを追われ日本に亡命する。また、軍人時代の最終階級が大佐であるためヴァイ等から「大佐」と呼ばれる。指示と知識を教える以外目だった動きはしないが部隊が成長して行くのを陰ながら見守っている。
マチルダ
部隊の管理担当。32歳。AFW開発の件で独ネーベルン社から光菱インダストリーに派遣してきたAFWの補給、修理、部隊の情報管理などを担当する。見た目とは裏腹にAFW開発にしか興味はなく、社の方針や動向には疎い。ヴァイの改造AFW「百虎」のベースとなった機体の開発は彼女によるもの。
最終的には函館の戦いの末カルマの輸送船にて脱出する。

### 南日本軍
鬼無里謙一
南日本軍、第五AFW師団所属でのちに「シュトライフェン」に所属する。階級は少尉。32歳。ジョンとは日本戦争からの戦友である。ヴァイやリョウコには無いAFWでの大規模な実戦経験を日本戦争時代に経験しているが、それ以上に情報収集、情報分析能力に優れ経験の乏しいところのある部隊の参謀役となっている。また独自に何かを調べている様子がうかがえる。この物語は彼の手記に沿って話が進んで行く。
搭乗機は軽甲脚「九鬼」。
表向きは南日本軍のAFWパイロットを務める一将校であるが、実際には日本戦争後にその明晰な頭脳を見込まれ、南日本軍上層部より工作員に任命されていた。それ以降は非公式に数々の極秘任務をこなし、「第07実験中隊」そして「シュトライフェン」に所属したのも実はある任務を遂行する為だった。
本作の数年後、鬼無里はシベリアの日本人抑留地を襲撃して日本人抑留者を解放する武装集団の噂を耳にする。その噂を聞いた鬼無里は、それがヴァイやリョウコなのではとどこか期待を込めて推測する。
偵察兵
参号機追跡部隊「第07実験中隊」編成に際し、ヴァイ達の元に合流した南日本軍の偵察科に属する女性兵。しかし、それは表の姿で、その真の姿は南日本軍の工作員であり、鬼無里の部下であった。彼女の任務はリョウコの監視を行う鬼無里と南日本軍上層部との連絡係であり、誰の目にも付かない様に鬼無里の報告を上層部に伝えていた。
その一方で彼女自身は上官である鬼無里に単なる上官に対するのを超えた、1人の男性としての好意を抱いており、鬼無里からの命令が無いにもかかわらず独断で作戦域での偵察と敵の配備状況を調べ上げ、鬼無里に報告していた。しかしこうした言動に対して鬼無里は、「あなたは優秀な部下ですが、任務に私情を持ち込みすぎですね」と、上官として忠告している。

### 米GMI社
ジョン・リスゴー
元海兵隊隊員で米GMI社のテストパイロット、のちに「シュトライフェン」に所属する。31歳。鬼無里とは日本戦争からの戦友である。
陽気で豪快な人ではあるが事あるごとに上官に対して過激な発言が目立ち、鬼無里とリョウコによれば海兵隊を除隊させられたのは彼のこの性格が原因ではないかとの事。
多脚砲に対してこだわりを持っており特にGMI社の豪快な感じの機体が好みらしい。
搭乗機は多脚砲の「リトルジョン」。
ベトナム戦争の影でカンパニーことCIAは北ベトナムや、これを支援する東側諸国と諜報合戦を繰り広げ、多くの人材を失った。その結果、CIAは元海兵隊員だったジョンが多脚砲専門の敏腕AFWパイロットである事を理由に工作員に任命し、ある任務を下した。それは、かつてドイツで開発され、戦後アメリカとGMI社の手で核砲撃能力を付与された超巨大AFW「ドーラ・グスタフ」が北日本義勇軍の皆川英臣によって強奪されたため、これを極秘裏に奪回もしくは破壊するというものであった。
シュリンゲンの不正と裏切りが発覚するが、ジョンは仲間たちと共に函館の戦いを戦い抜き、カルマの輸送船で函館港よりヴァイとリョウコを残し脱出。その後彼は鬼無里の計らいで、カルマに傭兵として加わり戦い続けている。

### 北日本解放戦線「カルマ（業）」
桐野一兵
「カルマ」のリーダー。70歳。ほぼソ連の支配下といっていい現在の北日本の現状を嘆き、反共産主義運動を行っている人物である。「カルマ」のリーダーにして、高齢でありながら現役のAFW乗りであり、大東亜戦争の頃は「ウィッチ・ハウンド（魔女の猟犬）」の異名をはせていた。その技術はヴァイをして高く評価する程。
搭乗機は対甲脚「神夷」。
カルマのリーダーとして、自分と同じかつての旧日本軍関係者、そして彩菜や純といった戦後生まれの世代を含めた者達を率いている。その一方、独力だけで北日本やソビエトと戦う限界を感じてか、光菱インダストリーやネーベルン社そしてGMI社からAFWや弾薬等の物資提供を受けている。彩菜の愛機桜舞もそうして提供された物の1つ。
桐野彩菜
「カルマ」のメンバー。18歳。父はロシア人・母は日本人（これだけでどういう出生か分かる）であるが8歳の時に戦争で両親を失い、一兵に引き取られ桐野彩菜と名のる。育ててくれた一兵に感謝しており、おじいちゃんの役に立ちたいと思っている。
搭乗機は多脚砲「桜舞」。
幼い時は日露ハーフという理由で差別に遭うも、一兵に拾われ育てられて以降はカルマの面々との交流の中で次第に日露ハーフである自らを受け入れるようになる。その一方で、一兵の理想である北日本の自由に対し、自らも共感し志願してカルマのAFWパイロットとなる。
彼女の考えや生き様は、日独ハーフである自らにコンプレックスを抱いていたヴァイを精神的に大きく成長させるきっかけになった。
函館港より脱出後は、カルマの一員として北日本に戻る。
長谷部純
「カルマ」のメンバー。15歳。元は戦争孤児、生活費を稼いでくれた兄がいたが、餓死してしまったため現在は純が弟たちを養っている。孤児だったため体格や顔立ちが女の子のようであり、そのことがコンプレックスとなっている、そのため彼は男として一人前になりたいと思っている。
搭乗機は軽甲脚「鵺（ヌエ）」。
ヴァイや一兵のような強い男になることに憧れているが、半面ジョンとは戦い方や性格、意見の相違から一種の「けんかするほど仲が良い」状態になっていた。なお多脚砲をこよなく愛するジョンの事を「多脚砲マニア」とも読んでいる。一方エミリオとは、彼の少しおかしい日本語や性格もあって、会話するのも一苦労だった。
函館港より脱出後は、カルマの一員として北日本に戻る。

### 傭兵
エミリオ・パニーニ
元イタリア軍のアルピニ（山岳兵）、盛岡収容所にいたところをヴァイたちに助けられる。24歳。そのため正式な「カルマ」のメンバーではない。第二次世界大戦中でイタリアが三国の中で最初に降伏したことでイタリアは弱いと思われている事に憤慨し、現在最も戦争の多い日本でイタリア人の強さを証明したいと思っている。
陽気で軽薄だがアルビニに所属していた事もあって腕はたしか。ユキと言う名の恋人がいたらしい。
搭乗機は対甲脚の「テンペスタ」。
陽気な性格や外観とは裏腹に、イタリア軍時代には山岳AFW師団という、鬼無里が言うには「軟弱な男では勤まらない部隊」に属していた。その一方、ドイツ人のマチルダを、第二次世界大戦時においてイタリアが枢軸国だった当時の同盟国ドイツの人間であることを理由に、カメラータ（戦友）と呼ぶというジョンに言わせれば時代錯誤な部分もある。
イタリア人として祖国イタリアを愛しているが、日本の事も何らかの理由で死別した恋人ユキ、そしてヴァイ達との戦いの中で育んだ絆により、イタリアに負けないほど愛する。また、イタリア人の強さを証明すべく戦争に身を投じているが、その戦争が死や破壊をもたらす事も理解しており、悲しみも抱いている。
函館港より脱出後は、イタリア人の強さを十分証明したと感じてか、祖国イタリアへと帰国した。

### 北日本義勇軍
皆川英臣
北日本義勇軍の指揮官、階級は大佐。47歳。日本戦争時にソ連が日本を解放するという名目で「北日本義勇軍」が創設されその隊長に就任する。大東亜戦争の頃にソ連の捕虜となり強制労働に従事し、ソ連に徹底的に教育されている。しかし表面上はソ連の言いなりになりながらも裏で何かを画策している様子。
搭乗機は対甲脚「夜叉」。
祖国日本に対する深き愛国心から、外国勢力に一切頼らないクーデターを密かに計画し、そのために北日本義勇軍や北日本軍から有志を募り、決起の時を待つ。そして、シュリンゲンとの裏取引で入手することになっていた「豹牙」をわざと白昼堂々と海宝に強奪させ、南日本側の注意が向けられている間に自身は部隊を率いて本命である「ドーラ・グスタフ」を強奪し、北日本国内へと秘密裏に移送する。
核砲撃後に鬼無里が分析したところによると、彼のクーデター計画は決して北日本の政権を奪取するものではなく、分断された現状を直視しない南北の日本人に対して、その現状を見据えさせる為ならば自分達が人柱になってもかまわないというものであった。その結果として彼の意思を受けた海宝はヴァストカヤスクの無人の原野に核を炸裂させることで世界の耳目を北日本に集めるという大役を果たし、共産制下における北日本の国家運営の現実を世界に晒した。
海宝雄
北日本義勇軍のエースパイロット。28歳。数多くの戦闘を経験しており、その優れた技量から「クリムゾン・ファントム」の異名を持つ。階級は少佐。本作で主敵となる中心人物であり、新型AFWの演習中に三号機のパイロットに成りすまし強奪、見事北日本に持ち帰っておりそのまま彼の愛機となる。皆川英臣とは強い信頼関係にあり部下と上官と言うよりは息子と父親と言った感じである。
搭乗機は甲脚砲「豹牙」、多脚砲「ドーラ・グスタフ」。
外国勢力によって南北に引き裂かれた祖国日本を目の当たりにしてきた彼は、その現状への不満から外国や外国人に対して憎悪の念を抱くようになり、その憎悪は日本人と外国人とのハーフにまで向けるまでになった。やがて、北日本軍の軍人となった彼は日本戦争後に行われた北日本義勇軍の人員補充に際し、その技量を買われて北日本義勇軍の一員となり、そこで英臣と出会う。祖国日本を深く愛する英臣に海宝は深い感銘を受け、彼を上官を超えて「偉大なる父親」として慕うようになる。また、その技量ゆえに軍事顧問団の一員として戦時下の北ベトナムへと派遣され、地獄とも呼ばれたジャングルの戦場にて数多くのアメリカ軍AFWを撃破。その激戦の中で自分なりの戦いに対する倫理観を確立する。
鳥羽兼朝
北日本義勇軍の下士官、階級は伍長。暗号名はカッコウ。潜入や諜報等裏方的な任務が多いが、AFWパイロットとしての技量も高い。
搭乗機は甲脚砲「H-43B」。
海宝が豹牙と共に盛岡収容所に到着した折、現地にて海宝より命を受け、収容所の政治犯の中に潜り込む。そして、英臣率いる北日本義勇軍がヴァイ達との戦いに敗れて撤退し、ヴァイ達も一兵の案内を受けて解放した政治犯達と共にカルマの拠点に向かう中、自らもその中に紛れて拠点へと潜入する。そして、カルマの面々が鳥羽の通報を受けて拠点を突き止めた北日本義勇軍との交戦に気を取られている中、自身は密かに持ち込んだ少量の爆薬を弾薬庫など二次災害を確実に引き起こす箇所に設置し、最大限の打撃を与える準備をした上で拠点を爆破。これによってカルマは物的人的共に大打撃を被り、北日本国内での抵抗運動が困難になる程の状態にまでなった。
その後、北日本義勇軍と北日本軍の有志部隊が津軽要塞を目指して北上する中、鳥羽も部隊を率いて北へ向かうが今別にてドーラ輸送部隊がヴァイ達に捕捉される事態が起こる。これに対して海宝が急行する中鳥羽も援軍として今別に到着し、海宝を津軽要塞へと向かわせた上で自身はヴァイ達を止めるべく死を覚悟して戦いを挑み、戦いの末戦死した。

### ソビエト軍
セルゲイ・イワーノヴィチ・エデムスキー
ソビエト軍事顧問団特殊戦車大隊指揮官。ソビエト極東方面軍司令も兼務するソビエト軍の将軍。41歳。皆川英臣の上司に当たる人物でソ連から「ヴァストカヤスク（北海道）」に派遣されてきた。ソ連至上主義者に見えるが、実は悲しき中間管理職。戦争に負けた日本人を見下す傾向がある。軍事的才能は乏しいが、自己保身の能力に長けており、何か適当に功績を上げて故郷のカザフに帰りたいと思っている。
搭乗機は甲脚砲「G.セルゲイ」。
シュトライフェンとカルマが盛岡収容所を解放した件でソビエト本国から叱責され、その事で出動した英臣にヴァストカヤスクから通信を行い、英臣がヴァストカヤスクを北海道と呼んだことを含めて責める。その英臣がクーデターを起こした際は鎮圧部隊を率いて津軽要塞に急行するも、英臣や海宝の率いる北日本義勇軍の抵抗やヴァイ達との交戦により戦力を削られ、「増援を要請する」という名目で撤退した。その後、ヴァストカヤスクに核砲撃を行った海宝が死んだ後でシュリンゲンから裏取引を持ち掛けられ、核砲撃の阻止に失敗した汚点を西側の最新鋭AFWを戦利品として確保し、なおかつ海宝に代わってヴァイ達を核砲撃を行った犯人として処刑することで帳消しにし、これによって出世の要であるモスクワからの締め出しを回避することを決める。しかし、指揮下のソビエト極東方面軍の大部隊に加えて精鋭部隊「親衛赤軍」まで投入したにもかかわらず、函館での戦いに敗れ、戦死した。

## 登場兵器

### AFW誕生の経緯
第二次世界大戦において、戦場の様相は一変した。従来の塹壕を頼みとした防御的なものから、機動力を生かした攻撃的なものへと戦いのスタイルを一変させた。そのような状況の中、従来の戦車を超える機動力や地形踏破性を有する兵器として登場したのが歩行戦車AFW（Armored Fighting Walker）である。
最初にこのAFW開発を行ったのは第二次世界大戦期のドイツである。時の国家元首ヒトラー総統より下された多脚兵器開発指令の元、ポルシェ社とヘンシェル社が共同で開発した多脚兵器「PzKgllアーマイゼ」、ドイツ語で蟻を意味する名を付けられたこの新兵器は当初は実験兵器の1つとしてしか見なされていなかったが、独ソ戦開戦後にソビエト軍が投入したソビエト戦車の高性能にショックを受けたドイツ軍上層部の命により急ピッチで開発が進められ、1942年8月に最初の試作機が完成する。その後、量産された機体は翌1943年7月にチタデレ作戦の山場たるクルスク北翼の戦いに投入される。丘陵地帯において攻撃能力と戦車以上の機動性が発揮されると期待されたが、実際にはアーマイゼ88mm砲型、20mm機関砲型2機種とも初期不良に悩まされ、結局は撤退時に追撃してくるソビエト軍戦車隊に対して固定砲台として使い捨てにされた。その後、数々の問題点は解決されたものの、戦況の悪化により生産数も落ち込み、東西からドイツに向けて迫る連合国軍の前では活躍の場も無かった。
一方、アメリカでは核戦争下において有効な陸戦兵器の開発が、原爆開発計画「マンハッタン計画」の一部として行われ、その過程で「放射線から乗員を守る密閉型戦闘室を備え、なおかつ核爆発の影響で荒れた地面を走破可能な歩行兵器」という案が固まり、これがアメリカにおけるAFW開発の始まりとなった。その後、1944年6月のノルマンディー上陸作戦にてアメリカ軍はドイツ軍の多脚兵器を鹵獲、8月にはAFWの前身である市街地戦用対歩兵掃射兵器として開発された歩行兵器「Wm-1」が、ドイツ軍を相手に活躍する。その後、密閉型戦闘室が放射能の遮断に対して不完全なことが証明されるも、開発に関わっていたGMI社は「圧倒的火力を有する大型AFWによって戦場を制圧する」という新コンセプトを打ち出し、アメリカ軍の支持を得たばかりかアメリカにおけるAFW開発の方向性をも定めた。
ソビエトでは、スターリングラードより始まった本格的な反攻作戦の中で、ドイツ軍のAFWと幾度となく交戦する中、次第にAFWに着目してゆく。そして、1945年2月にドイツ国境のオーデル川まで進軍していたソビエト軍は、東プロシアの兵器工場を接収。その中には多脚兵器プラントもあり、これによってソビエトでのAFW開発が始まる。その後、ドイツ多脚兵器拡大コピーである「Ire-3」が完成し、同年9月の北海道上陸作戦に投入された。
日本におけるAFW開発は、1944年7月にドイツからUボートにて設計図とネーベルン社技術者が到着したことをきっかけに、これに光菱工機の技術者を加えてスタートする。この当時、戦局の悪化で物資は欠乏し、基本部品の質は低下していたが、軍部の全面的協力と技術者達の不眠不休の努力が実り、1945年4月にはドイツAFWの縮小コピーである「五式甲脚装甲車」の生産・配備が進められた。そして、この五式甲脚装甲車は同年9月に北海道へと上陸したソビエト軍のIre-3と史上初のAFW同士の戦闘を展開。ソビエト軍に多大な出血を強いるも結局は物量に勝るソビエト軍に制される。また、同年11月のアメリカ軍による九州上陸作戦（オリンピック作戦）でもアメリカ軍を相手に砲火を交えた。
平野の多いヨーロッパではあまり活躍の場が無かったAFWは、山地が多く国土面積の狭い日本では極めて適した兵器であり、この日本における連合国軍を相手にしての活躍ぶりがAFWに対する評価を好転させることになる。その後、1950年6月に勃発した「日本戦争」ではAFWは南北日本両軍が主力兵器として使用。その有効性が証明された結果AFWは陸戦の基幹兵器として認められた。

### AFWの機種
甲脚砲
1964年現在、AFWの中でも最も量産されている種類で、火力、装甲、機動力のバランスが取れた傑作品である。陸戦の王として陸軍の主力兵器として君臨している。機体構造はコクピットとエンジン、機関銃を備えた本体と主砲腕となっている右腕、白兵戦用の格闘腕である左腕そして防盾と呼ばれる増加装甲。中距離での戦闘が得意。主な必殺技「即応射撃」。
軽甲脚
多脚砲に次いで古い歴史を持つ種類。火力、装甲を犠牲にして、機動性を追求した機体。開発当初はAFWの集団運用の要たる装甲指揮車両だったが、現在では主に観測や偵察を任務とし、戦場での需要は大きい。機関砲や軽戦車砲を主武装としている。近距離での戦闘が得意。主な必殺技「回避運動」。
多脚砲
史上初のAFW「アーマイゼ」以来、AFWの中でも最も古い歴史を持つ種類。この多脚砲を元にして様々なAFWが開発された。大型化した砲身を支えるために、複数の脚があるのが特徴。口径100mm以上の長砲身砲を主武装としている。遠距離での戦闘が得意。主な必殺技「緊急充填」。
対甲脚
「日本戦争」後に出現した新しいAFWで火力と装甲のせめぎあいの流れに対抗するため近接戦闘能力を向上した機体である。機体自体は甲脚砲と同様の形状をしており、防盾もある。その一方で両腕は格闘腕となっており、そのため主砲の砲身は本体に内蔵された固定式で、しかも白兵攻撃の妨げにならないよう砲身長を短くしている為有効射程は短く、命中精度もあまり良くない。白兵距離での戦闘が得意。主な必殺技「高速移動」。
なお、南日本軍やアメリカ軍など西側諸国軍は長距離火力を主としているため、対甲脚の開発計画自体が存在せず、そのため本機種は北日本軍やソビエト軍が運用する、東側オリジナルのAFWである。既存の火力を主体とするAFWとは運用の異なる兵器であるが、一部ではAFWが進化を遂げる中で発生した過渡期の機体と推測されている。

### 登場機体
劇中で登場するAFWは、各パイロットが自分の機体に付けた愛称と、メーカーが定めた名前が存在する。また機体の主武装と副武装は、モデルとなった第2次世界大戦時の戦車や装甲車、自走砲と同様の組み合わせである。
白虎
雅美・フォン・ヴァイツエッカーの初期搭乗機。
光菱インダストリー製の甲脚砲。メーカー名は壱式甲脚砲。火力と機動性を重視して開発され、光菱インダストリーが独自開発した高性能エンジンと駆動系を有する、純国産の機体。ただしその分、装甲が若干犠牲となっている。
南日本軍次期新型AFW候補機の1番目の機体である為、「壱号機」とも呼ばれる。
主武装は88mm砲L56、副武装は7.92mm機関銃。
モデルはティーガーI戦車。
機体のシャーシの重量に対してエンジンの出力が過剰だった為、ヴァイは操縦時に余剰慣性を押さえ込むのに気を配らねばならなかった。
百虎
雅美・フォン・ヴァイツエッカーの2番目の搭乗機。
補給もままならない状況下で戦闘と無理を重ねた結果、故障し歩行すらままならなくなった白虎を修理・改造した結果誕生した機体。白虎に比べて各性能が向上しとりわけ耐久性が大幅に向上した。
主武装と副武装は白虎と同じ。
モデルはティーガーII戦車。
ベースとなっているのはマチルダがネーベルン社で初めて開発に携わり、その後カルマに提供された試作機「六号D型甲脚砲」で、防御力に重点を置き過ぎて機動性が劣悪だった為実戦投入は見送られ、補給拠点「社」の格納庫で保管されていた。
乗鞍岳の戦いの後、試作機を発見したマチルダのアイデアで白虎のエンジンと駆動系を換装。試作機のシャーシは白虎のものより重量は重いが堅固な作りで、光菱インダストリー製のエンジンともマッチしており、結果としてヴァイは従来の問題点である余剰慣性の押さえ込み操縦から解放された。
水狐
皆川リョウコの搭乗機。
三菱インダストリーとネーベルン社が壱式甲脚砲の試作機として共同開発した甲脚砲。メーカー名は65式甲脚砲。甲脚砲ながら白兵戦を重視した設計であり、優れた白兵攻撃力と、強固な装甲を有する。その代償に、シャーシの懸架重量制限の関係で、主武装は壱式甲脚砲よりも一回り小さなものを装備せざるを得ず、火力面では若干劣る。
南日本軍次期新型AFW候補機の2番目の機体である為、「弐号機」とも呼ばれる。
主武装は75mm砲L43、副武装は7.92mm機関銃。
モデルはIV号戦車。
西側甲脚砲の中で白兵戦に適した本機をリョウコは父皆川英臣への復讐の道具に使おうとしていた。その為、英臣の愛機である「鬼の対甲脚」こと高性能対甲脚「夜叉」に対抗すべく整備の時は常に白兵戦重視の調整を行っていた。
九鬼
鬼無里謙一の搭乗機。
ダイムラーが開発した軽甲脚。メーカー名は2号軽甲脚。開発当時は主力級の傑作機であったが、現在ではAFWの重装甲化・大火力化が進んだ為その運用方式も偵察や連絡に変わってゆく。対AFW戦より対人戦向けの機体。
主武装は20mm機関砲、副武装は無し。
モデルはII号戦車。
リトル・ジョン
ジョン・リスゴーの搭乗機。
GMI社が開発した多脚砲。メーカー名はM10多脚砲。大火力の多脚砲の本場であるGMI社製だけに、強大な火力を誇る。その要であるM1カノン砲は別名「ロング・トム」。
主武装は155mm加農砲、副武装は37mm砲。
モデルはM40自走砲。
本機は強奪された超大型AFW「ドーラ・グスタフ」の破壊をカンパニーことCIAより命じられたジョンが、その任務を遂行するために用意された機体である。その為、試作段階の大出力エンジンを搭載する等高性能にカスタマイズされており、劇中では故障し歩行もままならなくなったヴァイの白虎を乗せて移動するという離れ業を行っている。
桜舞
桐野彩菜の搭乗機。
ネーベルン社が開発した多脚砲。史上初のAFW「アーマイゼ」の流れを汲む機体で、生産された内の数機がカルマに提供された中の1機を彩菜が使用している。同じ多脚砲のM10多脚砲に比べて、火力よりも速射性を重視している。
主武装は150mm野砲、副武装は7.92mm機関銃。
モデルはフンメル (自走砲)
鵺
長谷部純の搭乗機。
GMI社が初期に手がけた軽甲脚で、比較的有名な部類だった機体を純が改造した機体。軽戦車砲を装備している為軽甲脚としては高火力であり、ジャイロスタビライザーを装着したことで命中精度も向上している。
主武装は37mm砲L54、副武装は12.7mm機関銃。
モデルはM3軽戦車。
軽甲脚としては優秀な機体であるが、純自身はいずれ「陸戦の王」と呼ばれる甲脚砲のパイロットに転向しようと考えている。
神夷
桐野一兵の搭乗機。
元々は大東亜戦争末期に光菱工機がソビエト軍の多脚砲に対抗すべく開発したAFWで、外観も性能も現在の軽甲脚に近い機体だったが、一兵による改造により白兵戦能力を有するようになった。そのため、劇中では対甲脚に分類されるが、純粋な対甲脚とは別物である。本機は射撃時に命中精度と安定性を高めるべく機体を地面に接地し射撃終了後は自力で起き上がる機構を備えていたが、この機構を改造強化することで本来の利用法のみならず白兵戦用の格闘腕としても使えるようになった。また、装甲も大幅に強化されている
一兵が旧日本軍のAFWパイロットとして、大東亜戦争時から乗り続けている愛機。彼が「ウィッチ・ハウンド（魔女の猟犬）」の名でソビエト軍から恐れられた数々の戦いと、常に共にあった。そのため一兵は「わしの伴侶」とまで言っている。
主武装は47mm砲、副武装は7.7mm機関銃。
モデルは九七式中戦車。
元に比べて大幅に改造を受けた機体であるが、一兵本人いわく「射撃は性に合わん」との理由で火器類は特に手を加えられていない。本機を目にしたマチルダは積んでいる47mm砲を「年代物」と言ったが、格闘腕の構造には興味を示していた。
テンペスタ
エミリオ・パニーニの搭乗機。
盛岡収容所解放時に、収容所のAFW格納庫に保管されていた対甲脚。発見後にシュトライフェンによって接収されるが、その後の北日本義勇軍との戦闘時には整備が未完了だった為に待機状態であった。カルマ拠点防衛戦では整備が完了しエミリオの搭乗機として実戦投入される。対甲脚ながら射撃性能も重視されており、火力と命中精度は良好である。
主武装は75mm砲L24、副武装は7.92mm機関銃。
モデルはIII号突撃砲A型。
本機は密かに北日本にAFW技術を提供していたシュリンゲンの産物であるAFW。シュリンゲン側の機体名は4式対甲脚。そのため、格闘腕以外のパーツや火器はネーベルン社製のAFWと同様のものを使用しており、外観はあたかもネーベルン社製AFWの特徴を有する。
最終的にこの機体が、シュリンゲンの不正を暴く証拠となった。
豹牙
海宝雄の搭乗機。
ネーベルン社が開発した甲脚砲。メーカー名は零式甲脚砲。従来の甲脚砲とは異なり、両腕に折りたたみ式の主砲を備え射撃戦・白兵戦双方に対応している。この砲は構造面では複雑だが絶妙な構造によって実戦での負担にも耐えうる作りになっている。鬼無里によれば折りたたみ式の主砲は命中精度は高くなく、機体自体の性能の高さゆえに乗り手を選ぶ機体であるが、反面乗る人間の腕が良ければこうした点は関係ないとのこと。
南日本軍次期新型AFW候補機の3番目の機体であり、シュリンゲンをして壱号機こと壱式甲脚砲、弐号機こと65式甲脚砲をしのぐスペックを有しているが、富士演習場での実戦演習において海宝の手によって強奪される。その後、飯岡の港より輸送船にて北日本領内へと運ばれ、盛岡収容所のAFW運用施設にて調整が施され、機体のカラーリングも赤を基調とした「クリムゾン・ファントム」こと海宝の愛機らしいものへと塗り替えられた。また、この際海宝より「豹牙」の名を付けられる。
本来は南日本軍次期新型AFW候補機の3番目の機体である為、南日本側の呼称は強奪前・後を通して「参号機」。
主武装は75mm砲L48、副武装は7.92mm機関銃。
モデルはV号戦車パンター
本機はネーベルン社が単独開発したことになっているが、実際には日本戦争時に亡命してきた北日本のAFW技術者が持ち込んだ北日本の技術を盛り込んで作られたAFWであり、シュリンゲンも開発に深く関わっていた。その経緯から、本機を「鳳」の暗号名で呼ぶ海宝や北日本義勇軍の将兵達からは南日本が北日本から奪い取った機体であるという思いを抱いており、海宝は強奪時にヴァイやロドリゲスに対して「この機体は返していただく」とまで言い放っている。なおこの際、ネーベルン社所属の本機のテストパイロットであった元南日本軍人の霧島慎二、そしてネーベルン社に属していた先述の亡命技術者は海宝の手によって全員殺害されている。
ただし、皆川英臣が立案したクーデター計画では最重要目標は「ドーラ・グスタフ」であり、海宝による白昼堂々の強奪事件は南日本の目をドーラから反らす為の陽動作戦であった。しかし、先述の通りに本機に対する海宝達の思い入れは深く、海宝の手腕によって見事北日本へと「取り戻された」。
このような事情から、シュリンゲンは本機が北日本が南日本に対する外交上の切り札に使い得るとし、最悪日本戦争が再発するとまで言った上で極秘に破壊するよう厳命。ヴァイ率いるシュトライフェンは数々の戦いを経てたどり着いた津軽要塞にて、ロドリゲス発案の元英臣率いる北日本義勇軍とソビエト軍が激戦を繰り広げる混乱の中に、両軍の疲弊を待たずして突入。その結果混戦の中で破壊に成功する。
しかし、実際のところ本機は北日本のAFW技術が用いられているとはいえ、製造したのはネーベルン社であるため、本機の存在が南北日本間の戦争の火種になるのは無理があり、海宝達の本機に対する感情も第三者から見れば単なる一方的な思い込みに等しかった。そこから推測を重ねたヴァイ達は真相に到達する。本機は元々シュリンゲンによって北日本に提供される予定にあり、富士演習場の強奪事件もシュリンゲンの権限によって揉み消せるものであった。ところが英臣によってドーラが強奪されたことでシュリンゲンは否応なしに責任を問われることになってしまい、ドーラを秘密裏にどうにかせよとのアメリカからの圧力もあって、シュトライフェンを編成して北日本に送り込む羽目になってしまった。
夜叉
皆川英臣の搭乗機。
ソビエト製の高性能対甲脚。新設計ではなく、対甲脚S-85シリーズをベースにした機体である。S-85シリーズとの違いはエンジン出力と装甲の強化、折り畳み式砲身を追加した主砲である。しかし、その高性能が仇になってソビエト軍で本機を扱いこなせるパイロットはおらず、北日本義勇軍を率いる英臣に託された。
主武装は85mm砲L52、副武装は7.62mm機関銃。
モデルはSU-85 (自走砲)。
北日本義勇軍隊長機の証として、機体の前面には大きく部隊章である角の生えた牛の頭をかたどったマーキングがされている。この部隊章は角の生えた鬼のようにも見える為、英臣の命を狙うリョウコは本機のことを「鬼の対甲脚」と呼んでいた。
最後には英臣達の決起の果て、津軽要塞の戦いにおいて敗れ、本機は大破し英臣も死亡した。
G.セルゲイ
セルゲイ・イワノヴィッチ・エデムスキーの搭乗機。
ソビエト製の重多砲塔甲脚砲。ソビエトの代表的AFWである重多砲塔多脚砲の流れを汲む機体。ベースとなった重多砲塔多脚砲はソビエト本国では、AFWの重装甲・大火力化が進む中過大化する重量を支える脚の開発が滞ったためH-53シリーズを最後に開発がストップし、開発対象は主力の甲脚砲、そして次世代機の対甲脚にシフトしてゆく。しかし、セルゲイはこの重多砲塔多脚砲をこよなく愛し、自らの権限で開発を続行した結果、既存の甲脚砲を上回る火力と装甲を有しなおかつ、多脚砲以上の機動性を獲得した本機を完成させた。
主武装は76.2mm砲、副武装は7.62mm機関銃。
モデルはSMK (戦車)、またはT-100。
津軽要塞にて英臣率いる北日本義勇軍が決起した折には自ら鎮圧部隊を率いて急行するも、強固な反撃やシュトライフェンの攻撃の前に本機は小破、セルゲイは「増援を要請する」との名目で離脱する。その後、函館の戦いにおいては精鋭部隊である「親衛赤軍」まで投入するが、戦闘の末ソビエト軍は親衛赤軍を含めて大打撃を被り、自ら押さえていた函館港での戦いの果てに本機は大破し、セルゲイは戦死した。
ドーラ・グスタフ
海宝雄の最後の搭乗機。
モデルは80cm列車砲。
1944年、終戦間際のドイツにおいて開発され、未完成のまま実戦投入された超大型AFW。ビルを横倒しにしたような外観の機体で、移動には大量に装着された脚を用いる。当時のコンセプトは主砲である800mm40口径砲による超長距離砲撃によって、敵を粉砕するものであったが、実際には移動する目標に対する命中精度は低く、連合国軍相手に特に戦果を出すことなく終戦を迎えた。
終戦後本機はアメリカ軍の手で捕獲され、アメリカ本土へと移送された後アメリカ軍当局の元で管理下に置かれた。その後、アメリカとソビエトとの間で核軍拡競争が進む中、アメリカは東西両陣営の対立の縮図にして、世界で初めて核兵器が実戦使用された日本での核使用を実質的に禁止した「新空戦規約」に抵触する航空機やミサイル兵器とは異なる、全く新しい運用方法の核兵器開発に着手。そのベースとしてドーラに白羽の矢が立った。ドーラの主砲はそれだけでも長大な射程と絶大な火力を有するが、アメリカ軍当局はこの主砲で核砲弾を発射することを発案。多脚砲において大きなシェアと多大な実績を有するGMI社によって改修が行われた。
この改修により、ドーラには高精度な照準システムが施され、かつては不可能だった移動目標へのピンポイント砲撃が可能となった。そして、アメリカ軍当局はドーラの核発射演習を行うべく、日本戦争以来未だ緊張の続く北日本との軍事境界線への戦力強化のための配備という名目で海路で横須賀港へと移送し、そこから陸路にて運搬した。
ところが、軍事境界線への運搬中にドーラは英臣率いる北日本義勇軍の襲撃を受け、無人の貨車を突入させるという大胆な方法の前に運搬部隊は壊滅。南日本・アメリカ側による追跡を困難にすべく線路を徹底的に破壊した上で、英臣はドーラを北日本領内へと強奪した。その後、「龍」の暗号名を付けられたドーラは更なる強化改造が施される。コクピットのある機体前部にマウントされた甲脚砲型AFWには、両腕部に76.2mm砲が装着され、本体部には7.62mm機関銃と白兵戦用のショベル型格闘兵器が装備される。また、ドーラ本体には大型の増加装甲が施され、その表面には北日本義勇軍の切り札とばかりに独自のカラーリングがされた。こうした改造により、ドーラは単独での近接戦闘をも可能にした。
その後、ドーラはソビエトに対する英臣のクーデターを悟らせない為極秘裏に津軽要塞に向けて移動を開始。途中今別にてシュトライフェンに捕捉されるも海宝の阻止行動や鳥羽の犠牲もあって津軽要塞に到着。その絶大な火力の前に津軽要塞はあっけなく英臣達の手に落ちた。その後、シュトライフェンとセルゲイ率いるソビエト軍鎮圧部隊が津軽要塞に迫る中、ドーラは前々からの英臣のクーデター計画に従い、眼前での戦闘には投入されず津軽要塞にソビエト軍が極秘に配備していたソビエト製核弾頭と共に、豹牙を破壊され英臣と今生の別れを交わした海宝やその部下の手で青函トンネルを通ってヴァストカヤスクへと移動。松前にて核砲撃に向けて準備を進めるが、準備が整う前にシュトライフェンが到着する。これに対し海宝の部下達はAFWを駆り攻撃を行い、海宝もドーラの通常弾を用いた長距離砲撃にて援護するが、守りを突破したシュトライフェンに懐に入られ砲撃の為の測距や弾道計算を行う余裕を失い、やむなく近距離戦に移行する。しかし、壮絶な戦いの果てドーラは大打撃を被り海宝も重傷を負うが、海宝は最後の意地で核砲撃を強行。放たれた核砲弾は英臣の計画通りにヴァストカヤスクの無人の原野に炸裂した。その直後、英臣のクーデター声明を録音したものがあらゆる周波数の電波にて流され、同時にドーラも大破。海宝もドーラと運命を共にした。
なお、スペック上ドーラの主砲の最大射程は通常弾の鉄鋼弾7.1tで38000m、核砲撃用の特殊弾頭4.8tでは48000mとなっている。この射程はSRBM（短距離弾道ミサイル）にも劣るが、砲弾自体に推進力が無い為新空戦規約には一切抵触しない。

### 一般敵機
本作に登場する一般の敵機は北日本製、もしくはソビエト製のAFWである。これらの機体には以下の条件がある。
機体名は基本型を示す名前の後に、A・S・B・Cいずれかのアルファベットが付く。A型は北日本軍の一般部隊に配備されており、一部は南日本国内で活動する左翼共産ゲリラへと提供されている。S型は敵に機体を鹵獲される恐れの少ない、南日本との軍事境界線から離れた後方の部隊に配備されている。B型は精鋭部隊である北日本義勇軍にのみ配備されている高性能機。C型は北日本とヴァストカヤスクに展開するソビエト軍に配備されている機体で、最高水準の性能を有する。これは西側陣営の南日本との有事に備え、かつ衛星国である北日本への軍事的圧力をかける意味合いが強い。
なお、これら一般機は第2次世界大戦時にソビエト軍に配備されていた戦車や装甲車、自走砲と同様の主武装と副武装を有している。
H-43シリーズ
洗練された形状と優れた運動性を持つ甲脚砲。主武装は76.2mm砲、副武装は7.62mm機関銃。
なお、H-43Bは北日本義勇軍下士官、鳥羽兼朝の搭乗機でもある。
VH-2シリーズ
鈍重だが、攻撃力を重視した設計の甲脚砲。主武装は152mm砲、副武装は7.62mm機関銃。
H-37シリーズ
小型軽量の軽甲脚。主武装は20mm機関砲、副武装は無し。
BH-5シリーズ
重火力の軽甲脚。主武装は45mm砲L46、副武装は7.62mm機関銃。
H-53シリーズ
ソビエト伝統の重多砲塔AFWの流れを汲む多脚砲。主武装は122mm砲、副武装は45mm砲と7.62mm機関銃。
Su-76シリーズ
重多砲塔AFWの要たる脚部開発が滞ったソビエトにおいて開発された、西側と同様のスタイルである多脚砲。H-53シリーズに比べて運動性や速射性で勝っている。主武装は122mm砲、副武装は7.62mm機関銃。
S-85シリーズ
台形状の本体が特徴の対甲脚。主武装は85mm砲L52、副武装は7.62mm機関銃。
北日本義勇軍を率いる皆川英臣の搭乗機、夜叉の開発時にその元となった機体でもある。
IS-2シリーズ
重装甲と大火力を有しながら、良好な運動性を有する対甲脚。主武装は100mm砲、副武装は7.62mm機関銃。

## 随伴兵

### 兵科
兵科は2種類あり、敵兵士との戦闘を行う対兵系と敵AFWとの戦闘を行う対甲系がある。対兵系は敵兵士が後衛にいる時は、敵AFWの攻撃を行うことができる。随伴兵はAFWに搭乗し、弾の装填やAFWの状態チェック、撤退を指示する搭乗兵と地上で前衛、後衛においてある意味、随伴兵としての役割の強い地上兵に分けられる。随伴兵の数は総勢140班。一回の戦闘において一つの部隊で使用できる随伴兵は3班だけである。
歩兵
基本的な兵科で対兵攻撃力・防御力に秀でているが、反面AFWに対して有効な攻撃手段を持たず、特殊技能も少ない。主なスキル「連携」「乱射」。武器はセミ・オート・ライフル
猟兵
対AFW戦に特化した兵科でAFWに対する攻撃力は最高だが、反面防御力は最低。主なスキル「突撃射撃」「誘導弾」。武器はロケット・ランチャー
偵察兵
測距、着弾観測を主な任務とする兵科で彼らがいる事で攻撃範囲が広がる。また、戦闘時における敵側の地形効果を無効にする。主なスキル「照明弾」「狙撃」。武器はミリタリー・ピストル
衛生兵
基本的に戦闘能力は低いが、兵士の治療回復を促進することが出来る。また、全兵科中でもっとも防御力が高い。主なスキル「白燐弾」「被甲」。武器はミリタリー・ピストル
工兵
戦場における障害の設置と除去を主に任務とする、地味ながらも状況が一致すれば大きな力を発揮する。主なスキル「地雷」「障害除去」。武器はライフル・グレネード
補給兵
AFWの修理、補修に対する能力が高く、また搭乗兵として使った場合、次弾装填の時間が短縮する。主なスキル「鉄条網」「修理」。武器はライフル・グレネード